# محراث قلاب
المحراث القلاب هو إحدى أنواع المحاريث.

## أنواع المحراث القلاب
- محراث قلاب مطرحي: ويعمل على تفتيت التربة وقلبها، كما أنه يغطي بقايا المحاصيل السابقة، ولا يصلح المحراث القلاب المطرحي في التربة الجافة أو الرملية أو الملحية أو الغير متماسكة.
- محراث قلاب قرصي: يصلح المحراث القلاب القرصي في الأماكن التي لا يصلح فيها المحراث القلاب المطرحي، كالأماكن الطينية، والتربة القاسية.

## ميزات المحراث القلاب
- يعريض الطبقة السفلية من التربة لأشعة الشمس.
- يدفن السماد العضوي وبقايا المحاصيل السابقة للاستفادة منها.
- يدفن الحشائش والأعشاب ويخلص التربة منها.